# 雲霄飛車之最列表

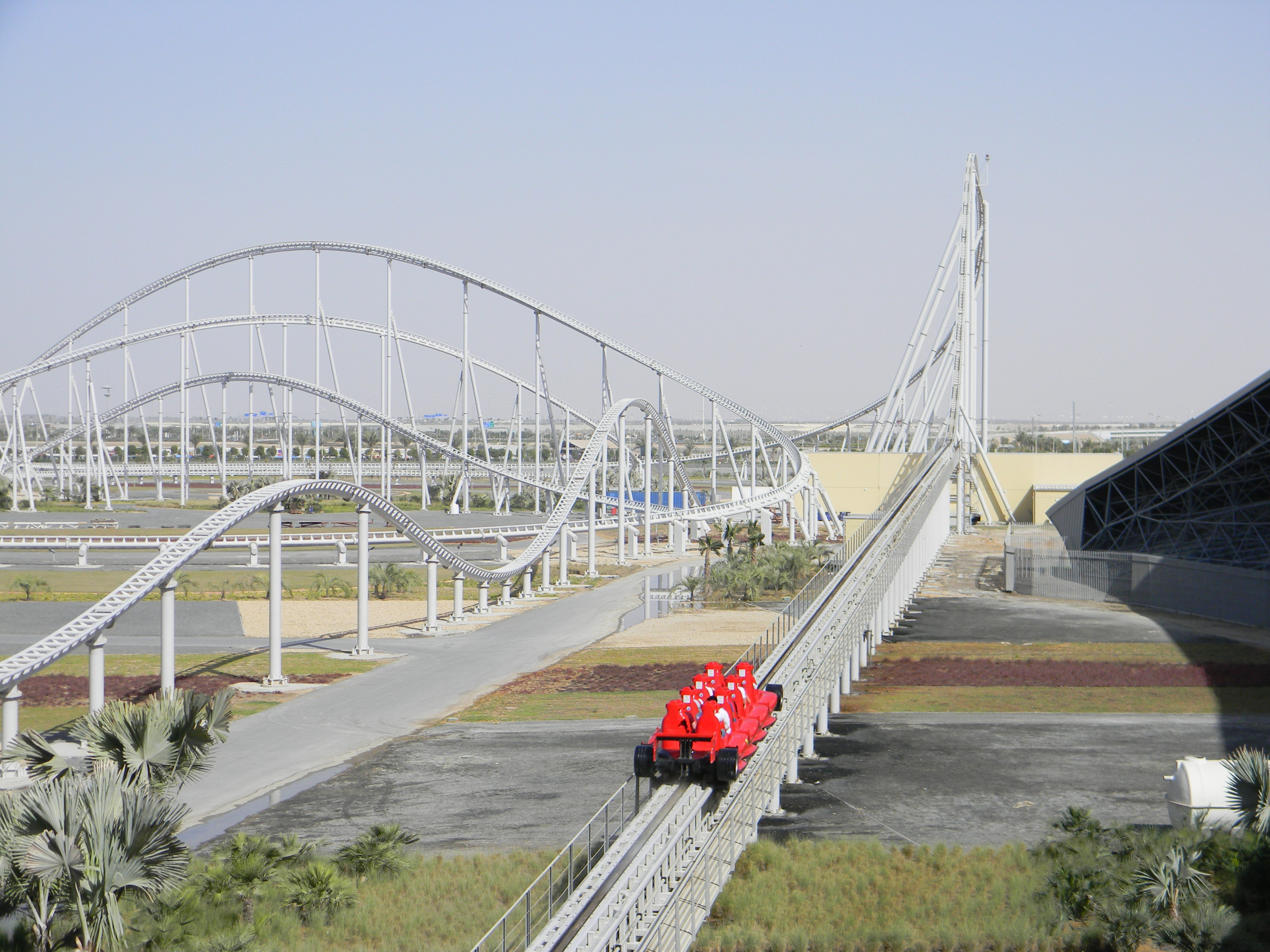
羅薩方程式

過山車（英語：Roller coaster）是一種大型遊樂設施，常見於遊樂園和主題樂園中。一個基本的過山車構造中，包含了爬昇、滑落、倒轉，其軌道的設計不一定是一個完整的迴圈，也可以設計為車體在軌道上的運行方式為來回移動。而很多主題樂園就會製造很多超過當前紀錄（如高度、長度、速度）的過山車，以增加樂園的競爭力。
2018年，一間公司宣佈它將會建造奇迪亞主題樂園，佔地32公頃，園內會有很多超過現今紀錄的不同大型遊樂設施，包括：世界上最高、最長、最快而擁有直徑最大的迴環的過山車「獵鷹航班」，預計2023年開放。

## 獲金氏世界紀錄認證的過山車
| 紀錄                         | 保持者                             | 位置               | 備註 |
| ---------------------------- | ---------------------------------- | ------------------ | --- |
| 最高以及擁有最大落差的過山車 | 京達卡（Kingda Ka）                | 美国六旗大冒險樂園 | 京達卡是一座位於美國新澤西州傑克遜市的六旗大冒險樂園的鋼製過山車，高138.5米，速度206公里／小時，期間重力加速度達到5個G。                               |
| 最長的過山車                 | 鋼鐵巨龍2000                       | 日本長島溫泉樂園   | 鋼鐵巨龍2000是一座位於日本三重縣的長島溫泉樂園的過山車，擁有長達2479米的鋼製軌道，軌道更是可以承受6級地震的威力，高97米。                              |
| 最快的過山車                 | 羅薩方程式（Formula Rossa）        | 阿联酋法拉利世界   | 羅薩方程式可於4秒內從0加速至驚人的150英里／小時，在1分鐘內帶乘客行駛2公里的軌道。                                                                      |
| 迴轉圈數最多的過山車         | 微笑者（The Smiler）               | 英国奧爾頓塔       | 微笑者是位於英國奧爾頓塔的鋼製過山車。它由Gerstlauer製造，於2013年開業。截至2022年10月，微笑者一直以14個迴環保持著過山車迴轉圈數最多的紀錄。           |
| 最陡的過山車                 | 忍者神龜過山車（TMNT Shellraiser） | 美国尼克宇宙樂園   | 忍者神龜過山車與日本富士急樂園中的高飛車軌道佈局相同，但傾斜角度比高飛車（121°）大0.5°，重力加速度也比它大。                                           |
| （線性）加速度最大的過山車   | 終極飛車（Do-Dodonpa）             | 日本富士急樂園     | 終極飛車可從1.5秒內從0加速到180公里／小時，擁有一個直徑39米及高度49米的垂直迴環。2021年，終極飛車因這個又快又突然的加速令6人骨折，因此此設施暫停營業。 |
| 擁有最高的迴環的過山車       | 鋼鐵幕布（Steel Curtain）          | 美国肯尼伍德樂園   | 鋼鐵幕布是位於美國的肯尼伍德樂園的鋼製過山車。該過山車的高度達220英尺（67米），具有9個迴環，其中包括一個197英尺（60米）的螺旋鑽，是世界上最高的迴環。  |
| （含重力）加速度最大的過山車 | 恐佈之塔（Tower of Terror）        | 南非黃金礦脈城     | 恐佈之塔是位於南非黃金礦脈城的鋼製過山車，是世界上重力加速度最大的過山車，從34米的高空以95公里／小時垂直墜下至地下16米，重力加速度達到6.3G。           |